# Dépérissement du kauri
Le dépérissement du kauri est une maladie cryptogamique incurable et mortelle, causée par une espèce de pseudo-champignons oomycètes, Phytophthora agathidicida, qui affecte le kauri néo-zélandais (Agathis australis). Cette maladie a été découverte dans les années 1970 sur l'île de la Grande Barrière, mais s'est depuis répandue dans les îles principales. Il semble que ce micro-organisme soit présent en Nouvelle-Zélande depuis des siècles, probablement même avant l'arrivée de l'homme, et qu'il ne soit devenu un danger pour le kauri que récemment.

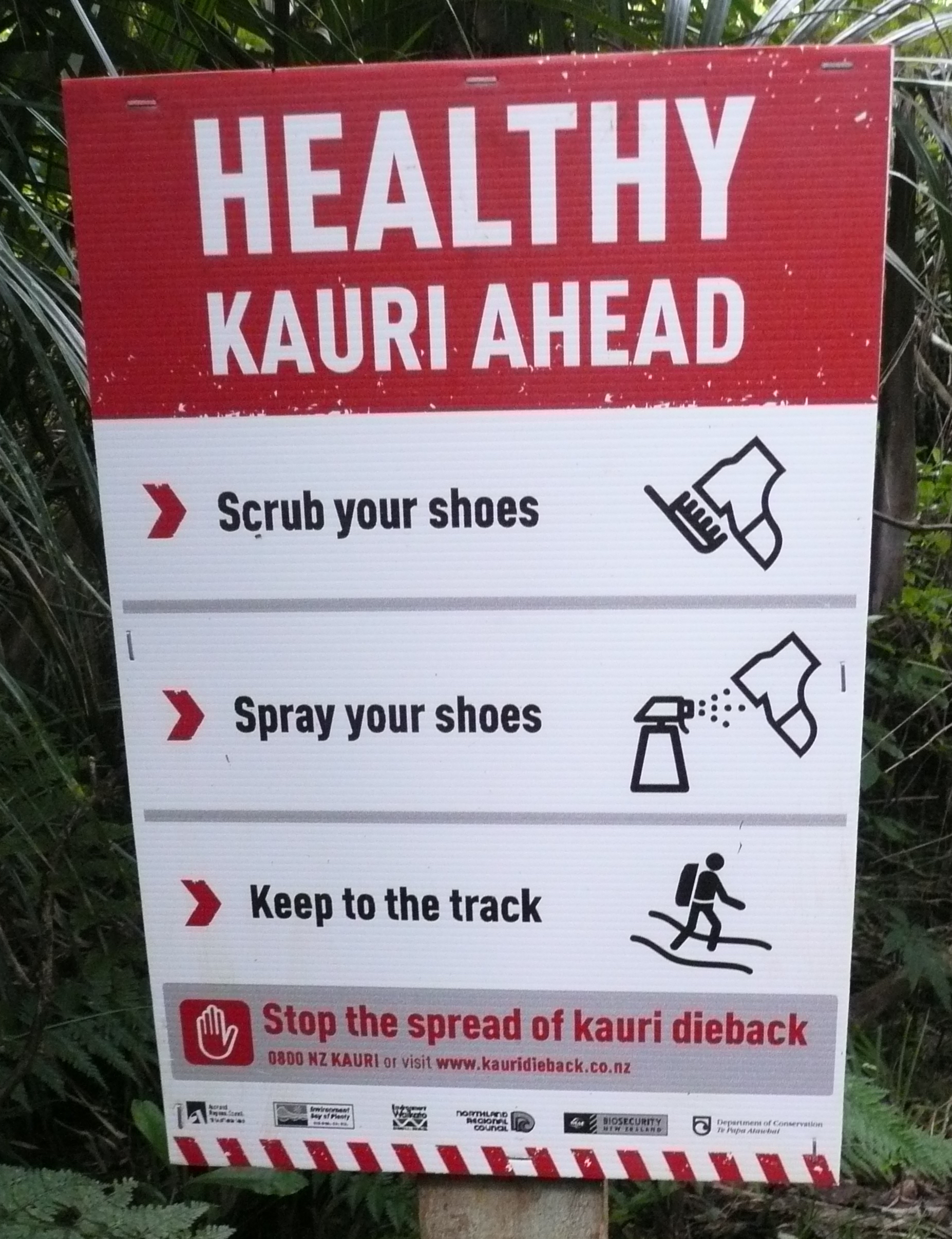
Un panneau indique aux promeneurs les précautions à prendre contre la maladie dans la :
> Grattez vos chaussures
> Vaporisez vos chaussures
> Restez sur le sentier.

La maladie est d'origine tellurique. Elle se répand par le sol dans la boue infectée, transmise d'arbre en arbre principalement par des personnes. 71 % des arbres infectés dans la chaîne des Waitakere (en) se trouvent à moins de 50 mètres d'un sentier.